# 阿幸駅
座標: 北緯46度45分6秒 東経141度54分9秒 / 北緯46.75167度 東経141.90250度
阿幸駅（おこうえき）は、樺太本斗郡本斗町に存在した鉄道省樺太西線の駅。

## 歴史
- 1920年（大正9年）10月11日：樺太庁鉄道西海岸線本斗駅 - 真岡駅間開通により開業[1]。
- 1943年（昭和18年）4月1日：南樺太の内地化により、鉄道省に移管。
- 1945年（昭和20年）8月：ソ連軍が南樺太へ侵攻、占領し、駅も含め全線がソ連軍に接収される。
- 1946年（昭和21年）
  - 2月1日：日本の国有鉄道の駅としては、書類上廃止。
  - 4月1日：ソ連国鉄に編入。ロシア語駅名は「ヤスノモルスキー」。

## 駅名の由来
当駅の所在する地名からであり、地名はアイヌ語の「オ・コッ」（窪地（谷間、沢）のある所）、「オコー」（高い所）による。

## 運行状況
（1944年当時）
- 上りは本斗駅行き5本が運行されていた。
- 下りは野田駅行きと久春内駅行き各2本と北真岡駅行き1本が運行されていた。

## 駅周辺
- 阿幸温泉
- 日持上人の遺跡

## 隣の駅
鉄道省樺太鉄道局
樺太西線
遠節駅 - （南阿幸駅） - 阿幸駅 - （南麻内駅） - 麻内駅
- 南阿幸駅および南麻内駅は、1941年（昭和16年）12月1日休止後、1943年4月1日廃止。